# 세가 넷 링크

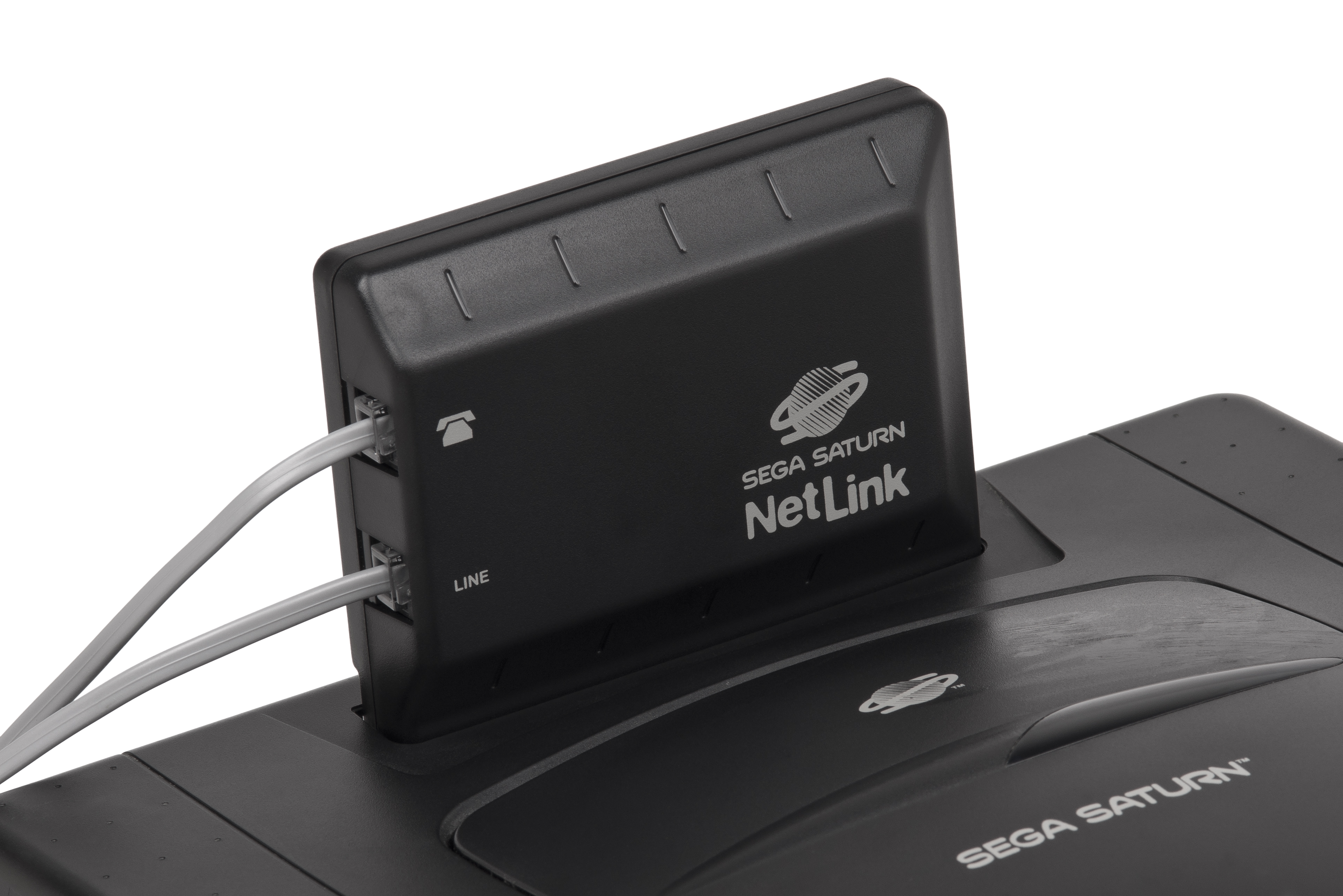
세가 넷 링크

세가 넷 링크(영어: Sega Net Link, 세가 새턴 넷 링크(Sega Saturn Net Link)라고도 불림)는 세가 새턴 게임 콘솔의 인터넷 접속과 전자우편 접근을 가능하게 하는 부속 장치이다. 이 장치는 1996년 10월에 출시되었다. 세가 넷 링크는 세가 새턴의 카트리지 포트에 장착되며, 28.8 kbit/s 모뎀, 새턴과 인터페이스하기 위한 맞춤형 칩, 그리고 플래닛웹(Planetweb, Inc.)이 개발한 브라우저로 구성되었다. 이 장치는 $199에 판매되었으며, 세가 새턴과 함께 묶음으로 구매할 경우 $400에 판매되었다. 1997년에 세가는 표준 넷 링크에 호환 게임인 세가 랠리 챔피언십과 버추얼 온: 사이버 트루퍼즈 넷 링크 에디션을 포함한 넷 링크 번들을 $99에 판매하기 시작했다.
넷 링크는 표준 다이얼업 서비스를 통해 인터넷에 연결되었다. 미국 내 다른 온라인 게임 서비스와 달리, 중앙 서비스에 연결하는 것이 아니라 새턴의 카트리지 슬롯에 연결된 다이얼업 모뎀에 플레이하고 싶은 상대에게 전화를 걸도록 지시하는 방식이었다. 서버가 필요 없기 때문에, 적어도 두 명의 사용자가 필요한 하드웨어와 소프트웨어, 그리고 전화선을 가지고 있는 한 서비스는 작동할 수 있었다.
그러나 일본에서는 게이머들이 세가넷으로 알려진 중앙 서비스에 연결했는데, 이 서비스는 나중에 오프라인으로 전환되어 드림캐스트 용도로 변경되었다.

## 역사

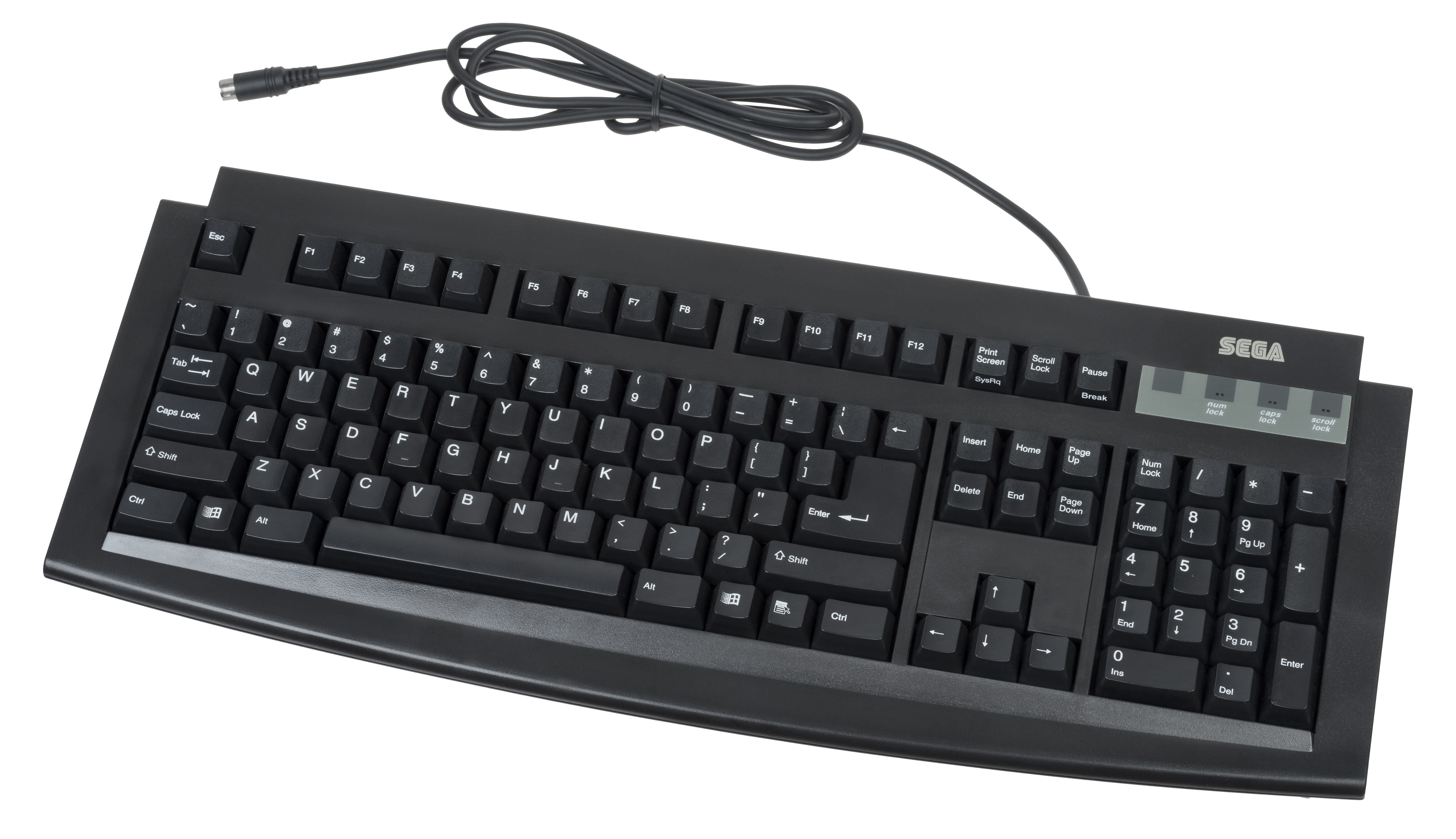
넷 링크로 인터넷을 검색하는 데 사용되는 공식 세가 브랜드 새턴 키보드

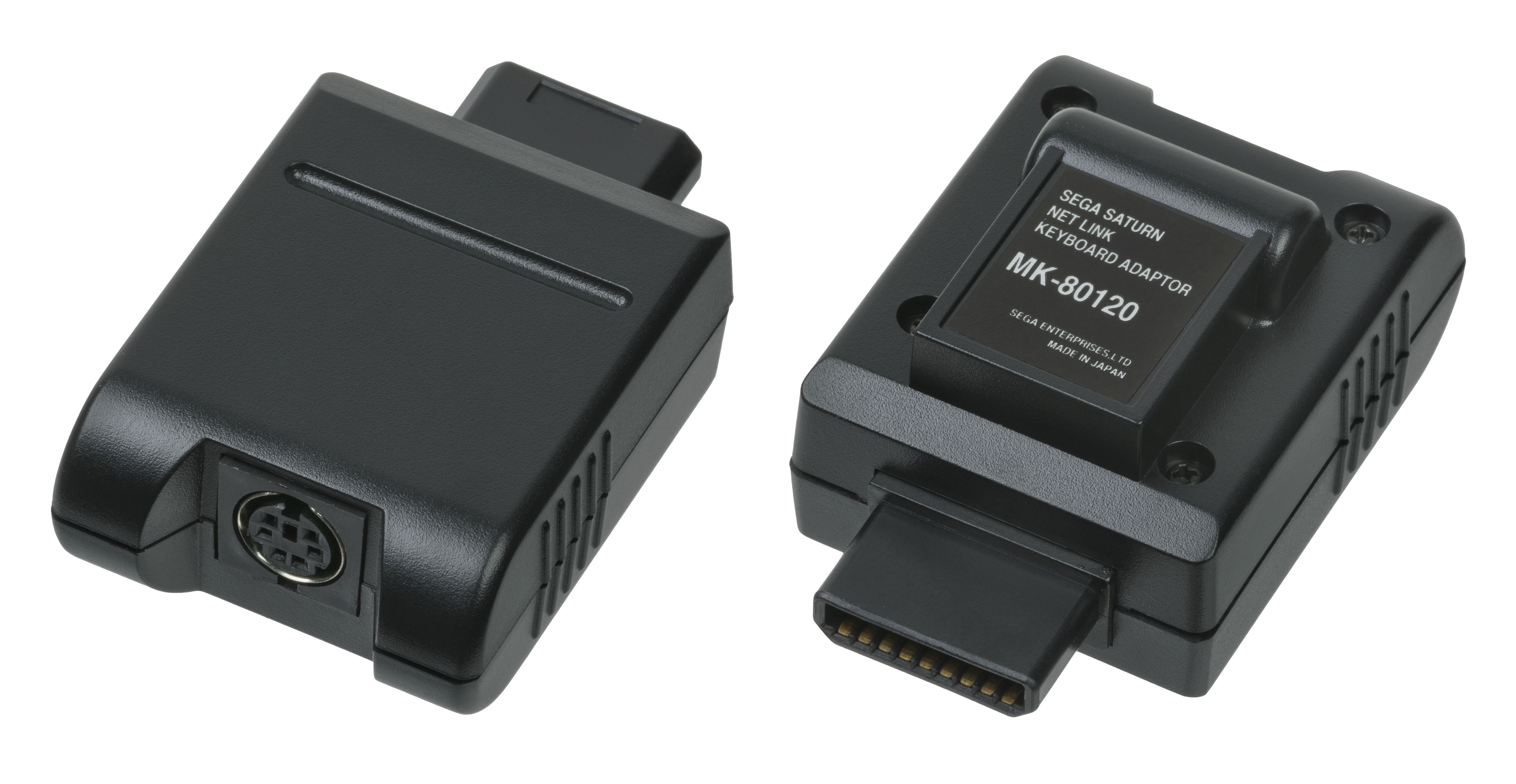
웹 브라우징을 위해 키보드를 새턴에 연결하는 데 필요한 PS/2 키보드 어댑터

세가 오브 아메리카의 신기술 담당 이사인 야마모토 유타카에 따르면, 새턴의 디자인은 순전히 소프트웨어를 통해 인터넷에 접근할 수 있게 했다고 한다: "세가 엔지니어들은 항상 새턴이 게임 플레이뿐만 아니라 멀티미디어 애플리케이션에도 유용할 것이라고 생각했습니다. 그래서 그들은 통신 작업을 지원하기 위해 운영체제에 커널을 개발했습니다."
넷 링크는 북미 지역의 콘솔 게이머들이 온라인 비디오 게임을 할 수 있게 한 최초의 주변 기기는 아니었지만(참고: 온라인 콘솔 게임), 플레이어가 자체 인터넷 서비스 공급자(ISP)를 사용하여 연결할 수 있도록 한 최초의 기기였다. 세가는 플레이어에게 컨센트릭을 사용할 것을 권장했지만, 세가 넷 링크는 플레이어가 기술 사양 내에서 어떤 ISP든 선택할 수 있게 했다. 이 장치는 미국에서 28.8 kbit/s, 일본에서 14.4 kbit/s의 연결 속도를 낼 수 있었다. 하지만 메모리 제한으로 어려움을 겪었다. 모뎀의 정적 램은 계정 정보와 즐겨찾기만 저장할 수 있었고, 다운로드된 데이터는 새턴의 제한된 내부 램에만 의존해야 했다. 이로 인해 오디오나 비디오 클립을 다운로드하거나, 이메일 메시지를 저장하거나, 이전에 로드된 웹 페이지를 캐시에 저장하는 것이 불가능했다.
일본에서는 넷 링크에 선불 크레딧이 있는 스마트 카드를 사용해야 했다. 새턴에는 넷 링크와 함께 사용할 수 있는 플로피 드라이브 및 프린터 케이블 변환기(둘 다 일본 전용)가 있었다. 플래닛웹의 웹 브라우저가 포함되었고, 탐색을 간소화하기 위해 마우스 및 키보드 어댑터를 사용할 수 있었다. 세가는 또한 전용 새턴 마우스와 새턴 키보드를 출시했다. 또한, 사용자들이 새턴 조이패드만으로도 탐색할 수 있도록, 세가는 수백 개의 웹사이트 주소가 포함된 CD 시리즈를 제작했다. 이 브라우저는 공간 확대 기능을 포함했다.
플래닛웹 브라우저는 C로 작성되었으며, 당시 일반적인 PC 브라우저가 약 6MB를 사용한 반면, 단 570KB로 실행되었다. 당시 대부분의 텔레비전 화면은 컴퓨터 모니터보다 낮은 해상도로 실행되었기 때문에, 브라우저는 화면의 텍스트 문자 가장자리를 부드럽게 하기 위해 안티앨리어싱을 사용했다. 이 브라우저는 프레임을 사용하는 웹사이트를 제대로 표시할 수 없었다.
넷링크를 지원하는 게임은 5개가 출시되었다. 이 5개는 넷링크 자체보다 거의 1년 늦은 1997년 말에 모두 출시되었다. 플레이어는 인터넷이나 XBAND 매치메이킹 시스템을 사용하여 다른 플레이어를 검색한 다음, 모뎀을 통해 P2P로 연결하거나, 또는 두 개의 넷링크를 사용하여 같은 방에 설정된 두 대의 새턴과 두 대의 텔레비전을 연결할 수도 있었다(이 경우 전화선이 필요 없으며 본질적으로 넷링크를 사용하여 새턴 링크 케이블을 에뮬레이션하는 방식이다).
일본에서 15,000엔, 미국에서 199달러에 출시되었는데, 경쟁 온라인 서비스에 비해 매우 저렴한 것으로 간주되었다. 1996년 일렉트로닉 게이밍 먼슬리의 최고 주변기기 후보 중 하나였다 (새턴 아날로그 컨트롤러에 이어). 이 장치에 대한 미디어의 관심과 세가의 마케팅 캠페인에서의 두드러진 등장에도 불구하고, 1996년 새턴 소유자의 1% 미만이 넷링크를 구매했다. 넷링크는 수명 기간 동안 북미에서 약 50,000대가 판매되었는데, 이는 세가의 원래 목표의 절반에 해당한다. 비영리 단체인 프로젝트닛(Projectneat)과의 협력을 통해 세가 오브 아메리카는 1,100대를 학교에 기증했다.
2017년에 팬들은 넷링크를 VoIP를 통해 현대의 고속 연결에서 작동시킬 수 있었다.

## 넷 링크 존
넷 링크 존은 IRC(인터넷 릴레이 챗) 서버 irc.sega.com에 연결되었는데, 이 서버는 세가의 드림캐스트 출시와 함께 irc0.dreamcast.com으로 변경되었다. 이 서버들은 원래 세가 직원이 운영했지만, 나중에 넷 링크 채팅 사용자 레오 다니엘스와 마크 레더맨에게 운영이 인계되었다.

## 후속 기종
세가넷은 2000년에 드림캐스트용으로 출시되었으며, 일본에서는 동일한 이름을 사용했다. 유럽판은 드림아레나라고 불렸다.

## 호환 게임
다음 게임들은 넷 링크와 호환된다:
- 데이토나 USA CCE 넷링크 에디션
- 듀크 뉴켐 3D
- 새턴 봄버맨
- 세가 랠리 챔피언십 플러스
- 버추얼 온: 사이버 트루퍼즈 넷링크 에디션
- 스페이스 헐크

## 같이 보기
- 세가 메가넷
- 세가넷

## 내용주
1. ↑  “Sega Turns to Net Link and Digital Camera”. 《게임프로》. 99호 (IDG). December 1996. 33쪽.
2. 1 2  “Nintendo, Sega, & Sony Under One Roof”. 《Next Generation》. 20호 (Imagine Media). August 1996. 9쪽.
3. ↑  “E3's Best Deal: The $99 NetLink Bundle”. 《일렉트로닉 게이밍 먼슬리》. 98호 (지프 데이비스). September 1997. 74쪽.
4. 1 2  Vinciguerra, Robert A. (2010년 8월 4일). “Discovering the World Through a Sega Saturn NetLink”. 《The Rev. Rob Times》. 2013년 12월 16일에 원본 문서에서 보존된 문서. 2013년 12월 16일에 확인함.
5. ↑  The Whizz (June 1996). “Saturn Surfs the 'Net”. 《게임프로》. 93호 (IDG). 22쪽.
6. 1 2 3 4 5  “Internet Access, Network Games Hit Saturn - For Less than $400”. 《일렉트로닉 게이밍 먼슬리》. 84호 (지프 데이비스). July 1996. 18쪽.
7. 1 2  The Whizz (December 1996). “Online with the Saturn”. 《게임프로》. 99호 (IDG). 46쪽.
8. 1 2  Ramshaw, Mark James (January 1996). “Generator”. 《Next Generation》. 13호 (Imagine Media). 31쪽.
9. ↑  “Saturn to Get Internet Connection Facilities in '96!”. 《Sega Saturn Magazine》. 5호. March 1996. 8쪽.
10. ↑  “See the World!”. 《Sega Saturn Magazine》. 9호 (Emap International Limited). July 1996. 8쪽.
11. ↑  “Navigating the Net Link”. 《일렉트로닉 게이밍 먼슬리》. 89호 (지프 데이비스). December 1996. 24쪽.
12. ↑  “'Sega City' Nears Online Launch”. 《Next Generation》. 23호 (Imagine Media). November 1996. 19쪽.
13. 1 2 3  Dan Elektro (December 1997). “The Saturn's Net Worth”. 《게임프로》. 111호 (IDG). 32–33쪽.
14. ↑  “The Best of '96” (PDF). 《일렉트로닉 게이밍 먼슬리》. 92호 (지프 데이비스). March 1997. 90쪽.
15. ↑  “Who Won the Videogame Wars of 1996?”. 《Next Generation》. 28호 (Imagine Media). April 1997. 18쪽.
16. ↑  “Tidbits” (PDF). 《일렉트로닉 게이밍 먼슬리》. 91호 (지프 데이비스). February 1997. 22쪽.
17. ↑  “NetLink Internet Modem”. 《Sega Retro》.
18. ↑  Itsstillthinking (2017년 7월 16일). 《Sega Saturn Netlink Games With Voip 2017 (Sega Rally And Daytona Usa, Bomberman and Virtual On)》 – YouTube 경유.
19. ↑  Itsstillthinking (2017년 3월 17일). 《Sega Saturn Netlink Games With Voip 2017, Virtual On And Saturn Bomberman Netlink Editions》 – YouTube 경유.
20. ↑  Scary Larry (August 1997). “NetLink: The Saturn Savior?”. 《게임프로》. 107호 (IDG). 22–23쪽.